# University of Minnesota

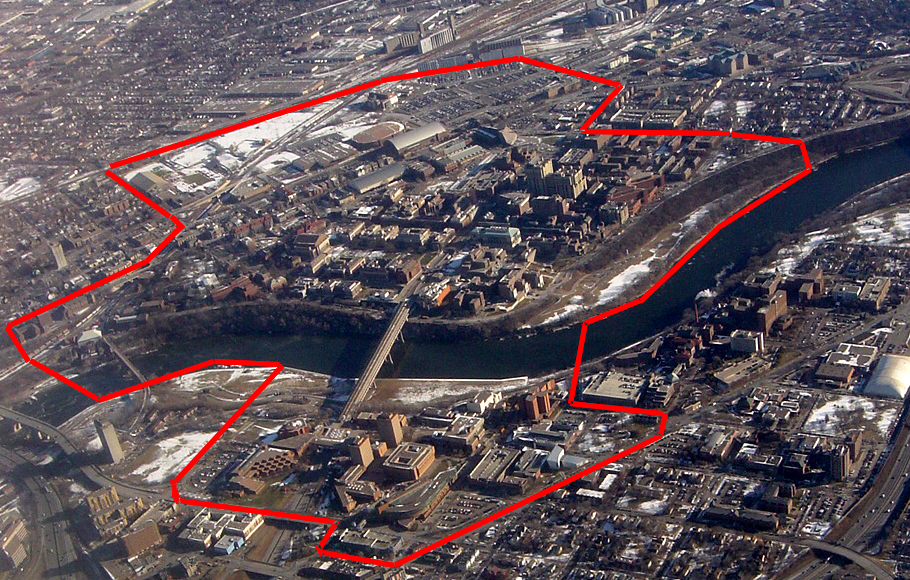
Campus in Minneapolis

Die University of Minnesota ist eine staatliche Universität im US-Bundesstaat Minnesota. Im Herbst 2021 waren an der Universität insgesamt 66.496 Studenten eingeschrieben, davon 52.376 allein am Campus in Minneapolis-St. Paul. Die Universität war 2017 nach der Ohio State University und der Arizona State University die drittgrößte der USA. Die Hochschule ist Teil des University of Minnesota System und ist Mitglied der Association of American Universities, einem seit 1900 bestehenden Verbund führender forschungsintensiver nordamerikanischer Universitäten. Seit 2001 gehört sie zur Public Ivy.
Die Farben der Universität sind Kastanienbraun und Gold.

## Campus
Die University of Minnesota Twin Cities in Minneapolis und Saint Paul bilden den Hauptcampus des University of Minnesota System und werden als Twin Cities Campus zusammengefasst. Zum University of Minnesota System gehören außerdem Hochschulen in Duluth, Crookston und Morris. Weiterhin stellt das Universitätsnetzwerk Teile seiner Dienste in Rochester zur Verfügung, und eine Zeit lang gab es einen Campus in Waseca. Die Universität führt mehrere Forschungseinrichtungen innerhalb des Staates, die viel Grundbesitz umfassen.
| Campus      | Studierende |
| ----------- | ----------- |
| Twin Cities | 52.376      |
| Duluth      | 9.884       |
| Crookston   | 2.304       |
| Morris      | 1.286       |
| Rochester   | 646         |
| gesamt      | 66.496      |

Mit etwa 52.000 Immatrikulierten ist der Twin Cities Campus mit Abstand der größte Campus der Universität. 2020/2021 war er nach der Zahl der Studierenden der neuntgrößte Campus in den USA. Er wird durch den Mississippi River durchflossen und dementsprechend in die East Bank und West Bank unterschieden. Die East Bank ist dabei der deutlich größere Teil; hier sind die wesentlichen Gebäude der Universität untergebracht. Er umfasst eine Fläche von 124 ha und ist zur besseren Navigation auf dem Campus in weitere Bereiche untergliedert: die Knoll Area, das den ältesten Teil des heutigen Campus bildet und im Wesentlichen die Humanwissenschaften beherbergt; die Mall Area (auch Northrop Mall), auf der sich die Institute der Natur- und Ingenieurwissenschaften befinden; die Health Area, die die Bereiche Biologie und Pharmazie umfasst; die Gateway Area im Osten, die vorwiegend Verwaltungsgebäude beherbergt; sowie die Athletic Area, auf der sich dem Namen entsprechend die Sportanlagen und das Schwimmbad befinden.
Zudem befinden sich auf der East Bank einige bemerkenswerte Gebäude. Die Armory (dt. „Rüstkammer“) ist ein schlossähnliches Gebäude, das 1896 errichtet worden ist, nachdem 1894 in einem Großbrand das vorher dort angesiedelte Gebäude abgebrannt war. Ursprünglich diente das Gebäude als Wohnsitz für den Professor der Militärwissenschaften. Außerdem befinden sich die Pillsbury Hall und das Weisman Art Museum auf der East Bank.
Auf dem mit einer Größe von 21 ha deutlich kleineren Teil der West Bank befinden sich überwiegend Gebäude der Kunst- und Musikwissenschaften, unter anderem beispielsweise die Tanz- und Musikschule.

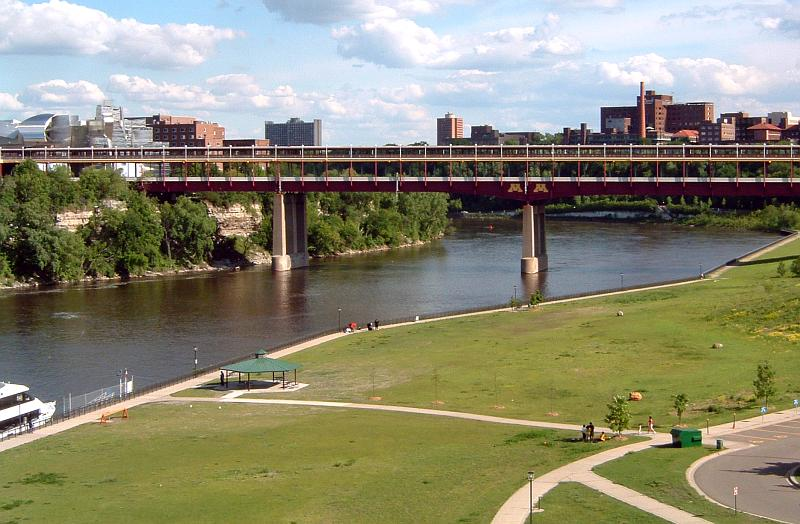
Washington Avenue Bridge, die die beiden Teile des Twin-Cities-Campus über den Mississippi River verbindet.

Die beiden Teile werden durch die Washington Avenue Bridge miteinander verbunden. Die Brücke ist zweigeschossig: Während auf dem unteren Teil Fahrzeuge den Mississippi queren können, ist der obere Teil von Fußgängern und Radfahrern nutzbar.
Der Campus wird von der Stadtbahn-Linie Metro Green Line erschlossen, welche die Innenstädte der beiden Twin Cities miteinander verbindet und dabei den dazwischenliegenden Campus durchquert.

## Sport
Die Sportteams der Universität werden als Golden Gophers bezeichnet. Die Universität ist mit einem American-Football-Team in der Big Ten Conference vertreten, welches im TCF Bank Stadium spielt. Außerdem gibt es ein Eishockeyteam, das in der Western Collegiate Hockey Association der NCAA spielt und die Heimspiele in der Mariucci Arena austrägt.
Das Frauen-Basketballteam kam im Jahr 2004 unter die besten vier Collegeteams der USA.
Die Universität war mehrmals Ausrichter der nationalen Titelkämpfe im Eishockey der Herren (2002 und 2003), Damen (2004 und 2005) sowie im Golf (2002).

## Medien
An der Universität gibt es eine eigene Zeitung, The Minnesota Daily. Sie wird von Studenten der University of Minnesota herausgegeben und erscheint montags bis donnerstags als Printmedium, während sie freitags nur online herausgegeben wird. Während der Semesterferien erscheint die Minnesota Daily nur noch wöchentlich am Mittwoch. Die erste Ausgabe der Zeitung erschien am 1. Mai 1900. Im Jahr 2006 kam mit dem wöchentlich erscheinenden Magazin The Wake Student Magazine eine weitere von der Universität veröffentlichte Zeitschrift hinzu, außerdem erscheint monatlich die Minnesota Republic.
Darüber hinaus betreibt die Universität einen eigenen Rundfunksender.

## Bekannte Absolventen

Siegel der Universität

- C. Elmer Anderson (1912–1998), Gouverneur von Minnesota
- Wendell Anderson (1933–2016), Gouverneur von Minnesota
- Christiaan Barnard (1922–2001), führte erste Herz-Transplantation durch
- Bobby Bell (* 1940), American-Football-Spieler
- Shelton Benjamin (* 1975), Wrestler
- Sara C. Bisel (1932–1996), Archäologin
- Nick Bjugstad (* 1992), Eishockeyspieler
- James Blanchard (* 1942), Gouverneur von Michigan und US-Botschafter in Kanada
- Norman Ernest Borlaug (1914–2009), Agrarwissenschaftler und Friedensnobelpreisträger
- Travis Boyd (* 1993), Eishockeyspieler
- Walter Brattain (1902–1987), Physiker und Nobelpreisträger
- Michele Brekke, erste weibliche Direktorin der NASA
- Neal Broten (* 1959), Eishockeyspieler
- Melvin Calvin (1911–1997), Chemiker, Biochemiker und Nobelpreisträger
- De’Vondre Campbell (* 1993), American-Football-Spieler
- Kelly Catlin (1995–2019), Radsport-Weltmeisterin
- Mary Ellen Chase (1887–1973), Schriftstellerin
- Ada Comstock (1876–1973), Hochschullehrerin und Präsidentin des Radcliff College
- Theodore Christianson (1883–1948), Gouverneur von Minnesota
- Eric Decker (* 1987), American-Football-Spieler
- Tony Dungy (* 1955), American-Football-Spieler und Trainer der Indianapolis Colts
- Carl Eller (* 1942), American-Football-Spieler
- Ric Flair (* 1949), Wrestler
- Orville Freeman (1918–2003), Gouverneur von Minnesota und US-Landwirtschaftsminister
- Warren Frost (1925–2017), Schauspieler und Theaterregisseur
- Verne Gagne (1926–2015), Wrestler und American-Football-Spieler
- George Gibson (1905–2004), Geologe, American-Football-Spieler
- Alex Goligoski (* 1985), Eishockeyspieler
- Robert W. Gore (1937–2020), Erfinder des Gore-Tex
- Erik Haula (* 1991), finnischer Eishockeyspieler
- Mike Hoeffel (* 1989), Eishockeyspieler
- Justin Holl (* 1992), Eishockeyspieler
- Paul Holmgren (* 1955), Eishockeyspieler und -funktionär
- Erik Johnson (* 1988), Eishockeyspieler
- Cheryl Kerfeld, Bioingenieurin
- Phil Kessel (* 1987), Eishockeyspieler
- Grover Krantz (1931–2002), Anthropologe
- Ernest O. Lawrence (1901–1958), Atomphysiker und Nobelpreisträger
- Nick Leddy (* 1991), Eishockeyspieler
- Tom Lehman (* 1959), Golfspieler
- Brock Lesnar (* 1977), Wrestler und MMA-Kämpfer
- Len Levy (1921–1999), American-Football-Spieler
- Edward B. Lewis (1918–2004), Genetiker, Nobelpreis für Physiologie oder Medizin
- Clarence Walton Lillehei (1918–1999), Begründer der Herzchirurgie
- Richard Lillehei (1927–1981), Chirurg, der die erste Transplantation einer Bauchspeicheldrüse durchführte
- Paul Martin (* 1981), Eishockeyspieler
- Kevin McHale (* 1957), NBA-Spieler bei den Boston Celtics
- Daniel McFadden (* 1937), Ökonometriker, Wirtschaftsnobelpreis
- Jack Manders (1909–1977), American-Football-Spieler der Chicago Bears
- Karl Mecklenburg (* 1960), American-Football-Spieler der Denver Broncos
- Paul E. Meehl (1920–2003), Psychologe und Wissenschaftsphilosoph
- Casey Mittelstadt (* 1998), Eishockeyspieler
- Paul Molitor (* 1956), Baseballspieler
- Walter Mondale (1928–2021), US-Vizepräsident
- Bronko Nagurski (1908–1990), American-Football-Spieler, Wrestler
- Aaron Ness (* 1990), Eishockeyspieler
- Leo Nomellini (1924–2000), American-Football-Spieler
- Donald Norland (1924–2006), Diplomat
- Kyle Okposo (* 1988), Eishockeyspieler
- Stanley L. Paulson (* 1941), Rechtsphilosoph
- Don Perkins (1938–2022), American-Football-Spieler der Dallas Cowboys
- Mike Ramsey (* 1960), Eishockeyspieler
- Mike Reilly (* 1993), Eishockeyspieler
- Nate Schmidt (* 1991), Eishockeyspieler
- Jack Tracy (1926–2010), Musikredakteur, Autor und Musikproduzent
- Luther Wallace Youngdahl, Gouverneur von Minnesota
- Charlie Sanders (1946–2015), American-Football-Spieler
- Nick Seeler (* 1993), Eishockeyspieler
- Brady Skjei (* 1994), Eishockeyspieler
- Bud Svendsen (1915–1996), American-Football-Spieler
- George Svendsen (1913–1995), American-Football-Spieler, Basketballspieler
- Barry Tallackson (* 1983), Eishockeyspieler
- Rick Upchurch (* 1952), American-Football-Spieler
- Thomas Vanek (* 1984), österreichischer Eishockeyspieler
- Lindsay Whalen (* 1982), Basketballspielerin
- Blake Wheeler (* 1986), Eishockeyspieler
- Dick Wildung (1921–2006), American-Football-Spieler der Green Bay Packers
- Dave Winfield (* 1951), Baseballspieler
- Kristen Pfaff (1967–1994), Musikerin, Bassistin der Band Hole